# Funil de haste longa

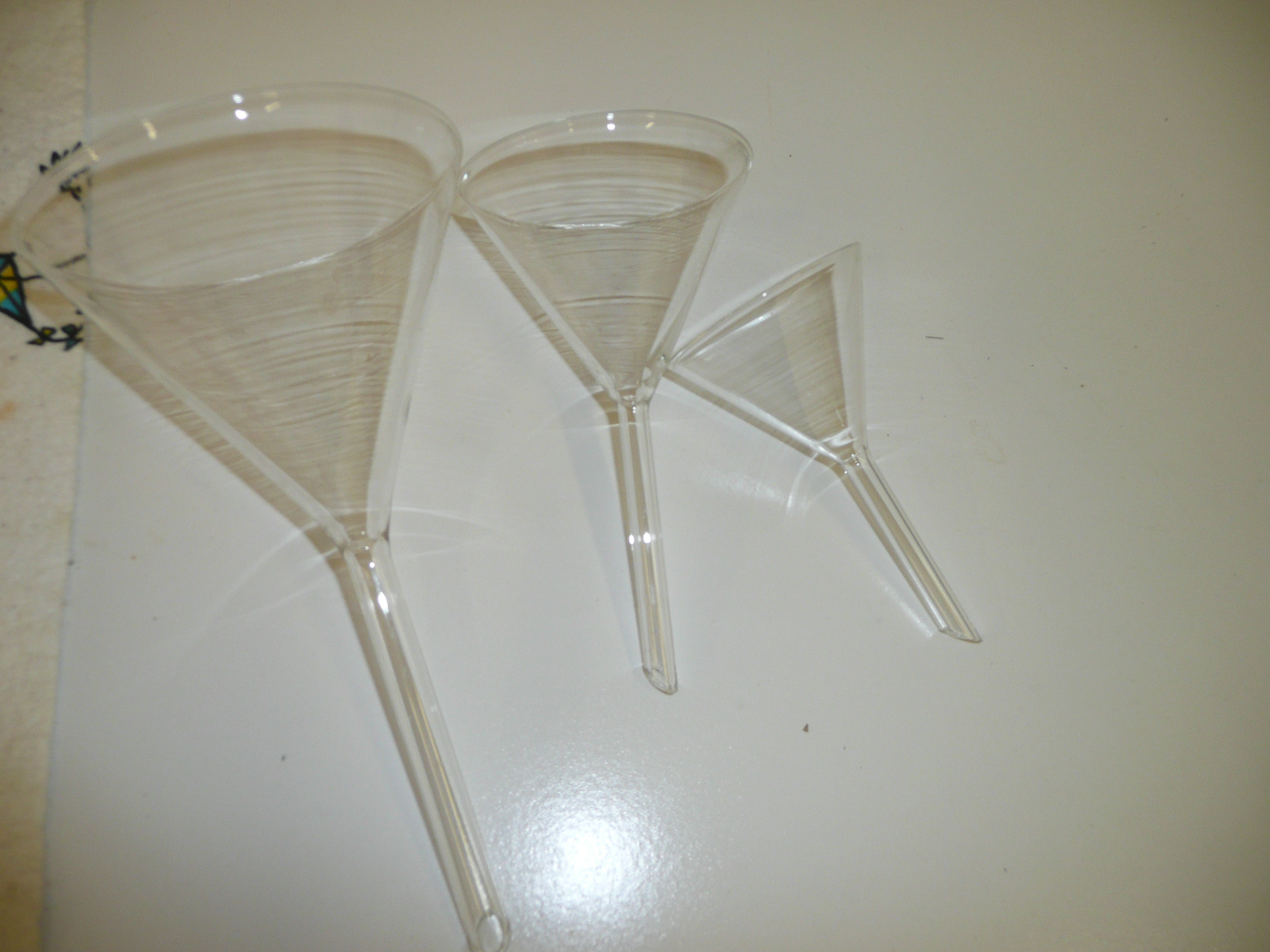
Funís de vidro para filtração.

Funil de haste longa é utilizado na transferência de líquidos e no processo de filtração com retenção de partículas sólidas. 